# Кауфланд България
„Кауфланд България ЕООД енд Ко“ КД е българско предприятие за търговия на дребно, част от веригата хипермаркети „Кауфланд“ на германската група „Шварц Групе“.
Създадено е през 2006 година изгражда мрежа от магазини в големите градове в цялата страна, които към края на 2017 година са 58 на брой. През 2017 година веригата има обем на продажбите от 1,737 милиарда лева или 13,8% от общите в търговията на бързооборотни стоки, като е най-голямата в страната в този сектор. По това време в предприятието работят 5935 души, с което то е вторият по големина недържавен работодател след военния завод „Арсенал“.